# 清水岳 (飛騨山脈)
清水岳（しょうずだけ）は、富山県黒部市にある山。標高は2,603 m。白馬岳の前衛峰である。
富山県登山連盟の富山の百山の一つ。

## 概要
白馬岳から祖母谷温泉へ至る登山道の途中にある山で、白馬岳の前衛峰にあたるが、黒部川扇状地からは立派な山容に見える。中腹は鎖場もあるような急傾斜である一方で、山頂付近は傾斜がなだらかで、高山植物が多い。また、山頂は開けており周囲の眺めが良い。
清水岳は広い山頂である。山頂付近に残雪がある時は、冷たい水が流れている。剣、立山連峰や、遠く槍ヶ岳から後立山の鹿島槍、五竜岳、杓子岳へと続く山脈の眺めが素晴らしい。清水尾根のなだらかな尾根道は、池塘が点在し、秋ならナナカマドの真紅に燃えるような紅葉が、ことのほか美しい。また、清水尾根には、北アルプスではこのあたりだけで見られるミヤマハナシノブが咲いている。
かつては高嶋石森氏のはたらきかけで建設された清水小屋があり、現在の不帰岳の避難小屋になっている。

## 生態
白馬連山高山植物帯にあたり、高山植物が豊富である。

## 登山
祖母谷温泉から白馬岳に至る登山道を使って登る。残雪期にもマーカーがしてあるが、支尾根の多さなどから迷いやすいコースとなっている。